# Morzena
Morzine és un municipi francès, situat al departament de l'Alta Savoia i a la regió d'Alvèrnia-Roine-Alps. En aquest municipi hi ha la important estació d'esquí d'Avoriaz.

## Agermanaments
- Bonifacio [cal citació]